# Cercle Sportif Fola Esch 2011-2012
Questa voce raccoglie le informazioni riguardanti il Cercle Sportif Fola Esch nelle competizioni ufficiali della stagione 2011-2012.

## Rosa
Stagione 2011/12 
| N. |                               | Ruolo | Calciatore         |
| -- | ----------------------------- | ----- | ------------------ |
| 1  | Lussemburgo (bandiera)        | P     | Alija Bešić        |
| 2  | Lussemburgo (bandiera)        | D     | Alexandre Semedo   |
| 3  | Lussemburgo (bandiera)        | D     | Jérémie Peiffer    |
| 4  | Lussemburgo (bandiera)        | D     | David Veiga        |
| 5  | Lussemburgo (bandiera)        | D     | Tom Schnell        |
| 7  | Lussemburgo (bandiera)        | D     | Jeff Strasser      |
| 8  | Francia (bandiera)            | A     | Joris Di Gregorio  |
| 9  | Francia (bandiera)            | A     | Julien Hornuss     |
| 10 | Lussemburgo (bandiera)        | A     | Joël Kitenge       |
| 11 | Francia (bandiera)            | C     | Sébastien Mazurier |
| 12 | Lussemburgo (bandiera)        | C     | Gérard Geisbusch   |
| 13 | Lussemburgo (bandiera)        | A     | Alen Milak         |
| 14 | Macedonia del Nord (bandiera) | D     | Asim Alomerovic    |

| N. |                        | Ruolo | Calciatore                     |
| -- | ---------------------- | ----- | ------------------------------ |
| 15 | Lussemburgo (bandiera) | D     | Billy Bernard                  |
| 17 | Francia (bandiera)     | A     | Nicolas Caldieri               |
| 18 | Spagna (bandiera)      | C     | Christophe Pazos de MatosPazos |
| 21 | Lussemburgo (bandiera) | C     | Laurent Jans                   |
| 22 | Lussemburgo (bandiera) | P     | Pit Theis                      |
| 23 | Portogallo (bandiera)  | C     | Maikel da Silva Veloso         |
| 24 | Portogallo (bandiera)  | C     | Carlos Helena                  |
| 25 | Capo Verde (bandiera)  | C     | Ronny                          |
| 28 | Lussemburgo (bandiera) | D     | Julien Klein                   |
| 29 | Francia (bandiera)     | A     | Rachid Boulahfari              |
| 33 | Lussemburgo (bandiera) | P     | Joé Frising                    |
| 87 | Germania (bandiera)    | D     | Jakob Dallevedove              |
| 99 | Portogallo (bandiera)  | P     | Rui Peixoto                    |